# Madhur Jaffrey
Pour les articles homonymes, voir Jaffrey.
Madhur Jaffrey, née le 13 août 1933 à Delhi est une actrice indienne. Elle a reçu l'Ours d'argent de la meilleure actrice à la Berlinale de 1965 pour son rôle dans Shakespeare Wallah.
Elle est aussi connue pour ses recettes culinaires qu'elle présente sur BBC. Elle a publié des livres culinaires qui sont devenus de véritables classiques.

## Filmographie sélective

### Cinéma
- 1965 : Shakespeare Wallah de James Ivory
- 1983 : Chaleur et poussière de James Ivory
- 1994 : Vanya, 42e rue de Louis Malle
- 1999 : Chutney Popcorn de Nisha Ganatra
- 1999 : Personne n'est parfait(e) de Joel Schumacher
- 1999 : Cotton Mary de Ismail Merchant & Madhur Jaffrey
- 2005 : Petites Confidences (à ma psy) de Ben Younger
- 2007 : Partition de Vic Sarin
- 2008 : Phoebe in Wonderland de Daniel Barnz
- 2009 : Today's Special de David Kaplan
- 2012 : Le Quatuor de Yaron Zilberman
- 2017 : Liaisons à New York de Marc Webb

### Télévision
- 1993 : Ghostwriter
- 2003  : EastEnders
- 2005 : New York, unité spéciale : Dr. Indira Singh (saison 7, épisode 7)
- 2006 : New York, section criminelle : l'enseignante (saison 5, épisode 18)
- 2008 : New York, section criminelle : madame Kahn (saison 7, épisode 14)
- 2009 : Psych : Enquêteur malgré lui : Dadi (1 épisode)
- 2012 : New Girl : Nana (1 épisode)

## Publication
- Jaffrey, Madhur, A Taste of India.

## Voix françaises
- Frédérique Cantrel dans Personne n'est parfait(e) (1999)
- Marie-Martine dans Le Quatuor (2012)
- Isabelle Leprince dans Doom Patrol (2019)